# Gottfried von Fellenberg
Gottfried von Fellenberg (* 5. November 1857 in Bern; † 14. April 1924 in Oberbalm) war ein Schweizer Komponist.
Gottfried von Fellenberg war der Sohn des Ludwig Rudolf und der Jeanne Suzanne geb. Rivier. Fellenberg studierte von 1877 bis 1881 Theologie in Bern, danach zwei Jahre Musik (Komposition, Violine und Klavier) in Leipzig. Nach der Promotion in Philosophie in Erlangen kehrte er in die Schweiz zurück und wurde 1883 Pfarrer in Oberbalm.
Er komponierte Klavier- und Chorwerke, Kammermusik und Lieder.